# Марк Антоній
Ма́рк Анто́ній (нар. 14 січня 83 до н. е. — 1 серпня 30 р. до н. е.) — римський полководець, учасник другого тріумвірату та державний діяч.
Був сином Марка Антонія Кретіка та Юлії Цезар Антонії. Служив під командуванням Юлія Цезаря в Ґаллії; підтримав його під час громадянської війни, бувши народним трибуном. 44 року до н. е. він разом із Цезарем став консулом. Після вбивства Цезаря (15 березня 44 р. до н. е.) він 43 р. до н. е. утворив разом з Октавіаном Августом та Марком Емілієм Лепідом так званий 2-й тріумвірат, який став початком кінця Римської республіки. Плутарх писав, що ці троє «поділили владу над світом між собою так само легко, як ніби то був сімейний спадок». Під владою Марка Антонія опинилася східна частина імперії. У своїх східних походах він зустрів царицю Єгипту Клеопатру VII і став її коханцем. Після довгої політичної боротьби, в ході якої Октавіан Август поступово збирав у своїх руках всю владу, він у серпні 30 р. до н. е. вдерся до Єгипту. Програвши йому битву при Акції, Марк Антоній 1 серпня 30 р. до н. е. наклав на себе руки. Декілька днів по тому те саме зробила і Клеопатра.

## Біографія

### Ранні біографічні відомості
Онук Марка Антонія Старшого, який був відомим оратором, консулом, пізніше цензором. Він боровся з морськими розбійниками, які розташувались поблизу берегів Кілікії в Малій Азії, де і установив нову римську провінцію. В роки ворогування Гая Марія і Корнелія Сулли дід Антонія підтримував Суллу і був вбитий за розпорядженням Марія.
Син Марка Антонія Критського, претора 74 р. до н. е. і Юлії Цезаріус (Plut.Ant. 1-2). Той не вирізнився ні у державній, ні у воєнній сферах. Йому прийшлось продовжити справу батька і воювати проти кіпрських піратів, але він зазнав поразки (саме таким чином і отримав прізвисько «Критський»)..

### Молодість
Юність Антонія припала на порівняно спокійний для Римської республіки час. В цей час масштабні військові кампанії велись дуже далеко від столиці, і вельможна молодь замість військової служби проводила час в Римі. Молоді нобілі прагнули до свободи самовираження: наприклад, Цезар дуже легко підперізував туніку і носив рукава з бахромою. Антоній же відростив бороду і, наслідуючи свого міфічного предка Геракла, підперізував туніку біля стегон, до пояса прикріплював довгий меч і вкривався важким військовим плащем. Великий вплив на Антонія мав Гай Скрибоній Куріон (син Гая Скрибонія Куріона, консула в 76 р. до н. е.) За словами Плутарха, саме через нього Антоній захопився випивкою та жінками. Ця сумнівна дружба згодом стала джерелом для великої кількості пліток. Цицерон стверджує, що Куріон-старший під тиском сина і з допомогою Марка Туллія, що виступив посередником, виплатив частину боргів Марка Антонія, але при цьому заборонив сину бачитися з ним.
Замолоду Марк Антоній вів достатньо розгульний спосіб життя. Наприкінці 60-х років до н. е. Антоній близько зійшовся з відомим демагогом Публієм Клодієм Пульхром, улюбленцем радикально налаштованої міської бідноти. Втім, незабаром їхні шляхи розійшлись. Цицерон вважає причиною розриву роман Марка з дружиною Клодія Фульвією
Попри благородне походження, вже в молодості репутація Антонія була начисто підірвана, і родичі не змогли домовитися про шлюб з дівчиною з вельможної сім'ї. В результаті, першою дружиною Марка стала Фадія, донька багатого вільновідпущеника (раба, що отримав свободу) Квінта Фадія Галла. Втім, подробиць цього шлюбу збереглося дуже мало — до 44 р. до н. е. вона, найімовірніше, померла. Шлюб з донькою вільновідпущеного вважався мезальянсом, і частіше за все причиною для таких стосунків були гроші.
Зрештою, через кредиторів і власні борги Марк Антоній був змушений покинути Рим і подався в Грецію, де почав навчатися у філософів.
В 57-55 рр. командував кіннотою у війську Габінія в Сирії, активно підтримував сходження Птолемея Августа на єгипетський престол (Plut. Ant. 3; Joseph. AJ XIV 84, 86,92; BJ I 162,165,171-172)

### Політична діяльність
У 54 році до н. е. Марк Антоній прибув в Галлію до Цезаря і за допомоги останнього отримав в 51 році квестуру (посада по управлінню фінансами). На цій посаді він протримався до 50 р., а потім повернувся до Риму..
По прибуттю до Риму був обраний в колегію авгурів, отримавши перемогу над Л. Доміцієм Агенобарбом.(Cic. Fam. VIII 14, 1; Caes. BG VIII 50, 1-3). У Римі Марк Антоній застав критичну ситуацію, коли сенат різними способами намагався усунути Цезаря від командування військами. Антоній виступив на захист інтересів Цезаря проти сенату і Помпея.(50 р. До н. е.) У цей час Антоній був обраний на посаду народного трибуна, яка мала ключове значення за рахунок права вето на рішення будь-яких посадових осіб. Таким чином, коли в сенаті було ухвалено рішення про складання Цезарем своїх обов'язків, з погрозою оголошення останнього ворогом держави, Антоній використав це право вето і наклав його на це рішення(початок січня 49 р. до н. е.). Тоді консул Лентул на вимогу Катона вигнав Антонія з засідання сенату. Антоній, переодягнувшись у раба, втік до Цезаря разом з Квінтом Кассієм з Риму. Саме це вигнання народних трибунів з сенату і дало Цезарю привід оголосити війну.
Під час диктатури Цезаря Антоній провів реформу з відновлення прав дітей проскрибованих і поверненню осіб, засуджених по закону Помпея 52 року до н. е. До 45 року до н. е., коли Цезар воював з помпеянцями, в Римі, залишеному без магістратів, командував Марк Антоній(magister equitum).. Весною 48 р. він доставив морем потрібне Цезарю підкріплення в Епір; брав участь в облозі Діррахія; командував лівим крилом війська Цезаря при Фарсалі.. Після перемоги забрав частину армії з собою назад в Італію. Незабаром Антоній одружився з Фульвією, вдовою Клодія.
Після повернення Цезаря в Рим їхні стосунки стали натягнутими у зв'язку з поведінкою Антонія за відсутності диктатора в Римі. Але досить скоро Антоній повернув своє колишнє становище і незабаром отримав посаду консула на 44 рік. На цій посаді він провів дві постанови на честь Цезаря: про перейменування місяця квінтілія (сучасного липня) в «Julius» і про посвяту Цезарю п'ятого дня Римських ігор. Обійняв посаду фламіна обожественного Цезаря; увійшов у відновлену Цезарем жрецьку колегію луперків. Під час свят Луперкалій запропонував Цезарю царську корону, але той, побачивши реакцію народу, відхилив пропозицію.

### Смерть Цезаря, діяльність Антонія
Серед сенатської олігархії було доволі багато ворогів влади Цезаря. Саме вони організували змову проти диктатора, внаслідок чого 15 березня 44 року до н. е. Цезар був вбитий. У сенаті Антоній виступив проти пропозиції підтримати змовників і оголосити їх визволителями, а Цезаря — тираном. Він порадив відправити Брута і Кассія, які очолювали змову, управляти віддаленими провінціями. Під час поховання Цезаря Антоній виголосив промову, яка спровокувала бунт народних мас проти змовників. Внаслідок цього вбивці Цезаря втекли з Риму, а його прибічники згуртувалися навколо Антонія.
В умовах соціальної нестабільності, викликаної усуненням диктатора, Марк Антоній і сенатори пішли на взаємний компроміс. Цезар не був оголошений тираном, його розпорядження не відмінялись, але при цьому його вбивцям було гарантоване життя. Народу було оголошено, що диктатура відміняється назавжди. Того часу Антоній зумів заволодіти архівом Цезаря та державною казною.

### Початок боротьби за владу
У заповіті Цезар всиновив і оголосив своїм спадкоємцем внучатого племінника Гая Октавія, якому в той час було 18 років. Юнак прийняв ім'я Гая Юлія Цезаря Октавіана і після смерті Цезаря прибув до Риму та почав вимагати свій спадок. Антоній відмовився виконувати заповіт Цезаря, і Октавіан демонстративно пішов на зближення з сенатом й оголосив себе прибічником Республіки. Незадовго після цього сенат оголосив Антонію війну. 43 року до н. е. при місті Мутині в Галлії відбулося зіткнення, в якому зійшлись один проти одного колишні легіони Цезаря. Війська Антонія програли. Сенатори ж після цього не відповіли на вимоги Октавіана, але він повернув армію на Рим і заволодів ним. Під час цих подій Марк Антоній пішов на зближення з Емілієм Лепідом. Тоді Октавіан пішов з ними на контакт, відірвавшись від сенату. Наприкінці 43 р. до н. е. вони уклали договір, який отримав назву «другий тріумвірат»(43-36 рр до н.н.)

### Другий тріумвірат
«Зібрання [на якому уклали договір] тривало три дні, ухвалені на ньому рішення виявились епохальними. Три лідери прийшли до згоди, за якою партія Цезаря могла виступити єдиним фронтом проти спільного ворога, при цьому ніхто із них не повинен був діяти заради особистої вигоди і всі три лідери були рівні. Октавіан повинен був одружитись на прийомній доньці Антонія, Клодії, щоби зміцнити союз. Аби урівняти їхній статус, Октавіан повинен був зняти з себе консульські зобов'язання і передати їх Вентідію до закінчення терміну; за законом повинен був бути обраний новий магістрат — тріумвірат з метою реорганізації держави; він буде володіти консульською владою, а членами нового комітету будуть Октавіан, Антоній і Лепід. Насправді це була потрійна диктатура з тією особливістю, що їй надавався законний статус і встановлювалась вона на 5 років. Комітет тріумвірів висував звичайних магістратів на кожен рік. Ці звичайні магістрати призначалися для управління Італією та іншими володіннями Риму, розподілені між трьома тріумвірами. Лепід отримав Іспанію і південну частину Галлії — Провінція або Прованс. Антоній управляв Галлією — Цизальпійською і Трансальпійською, а Октавіану дісталась Африка, Сардинія і Сицилія. Східні провінції, які не були в руках цезаріанців, не розподілялися. Ціль такого поділу — кожному надати річний дохід, щоб уникнути суперечок….Далі було вирішено, що на початку наступного року консулами оберуть Лепіда і Планка; Лепід залишається в Римі і відповідає за справи в Італії, а керівництво Іспанією доручає своєму помічнику. Він збирався залишити собі три легіони, а інші сім були поділені між Октавіаном(3) і Антонієм(4).»
Отже, кожен з тріумвірів отримував проконсульську посаду на 5 років і право обрання магістратів. Також вони розділили між собою західні провінції імперії.
Антоній і Октавіан вирушили на війну з Брутом і Кассієм (в 42 році до н. е. Антоній і Октавіан у двох битвах розгромили вбивць Цезаря: спочатку Гая Кассія Лонгіна, потім Марка Юнія Брута Сиципіона), а Лепід отримав посаду консула на 42 рік до н. е. і повинен був залишатися в Римі.
Тріумвіри визначили 18 міст, землі яких призначались для поділу між солдатами, і склали проскрипційні списки своїх політичних противників, які присуджувалися до покарання конфіскації майна. Влада тріумвірів до 38 р. була оформлена законом плебейського трибуна Тітія (Liv.Per.120; Vell. II 66, 1; Suet. Aug. 27, 1; App.BC IV 2-7; Dio XLVI 54-56; XLVII 2-6)
У 43 році до н. е. тріумвіри здійснили офіційне обожествення Цезаря і підтвердили всі надані йому почесті, в тому числі клятву сенаторів про виконання всіх його законів. під час підготовки воєнної кампанії проти Брута і Кассія тріумвіри здійснили масштабні конфіскації і ввели ряд додаткових податків. Розділивши між собою 10 легіонів, Антоній і Октавіан переправились в Македонію. Перша битва з Брутом і Кассієм при Філіппах не мала вирішальних наслідків; друга закінчилась остаточною поразкою республіканців 23 жовтня 42 року. Ключова роль у перемозі належала Антонію. Після битви при Філіппах тріумвіри перерозподілили війська і провінції: Антоній зберіг за собою Трансальпійську Галлію, додав до неї Цизальпійську, а також весь Схід, де повинний був відновити римське управління і зібрати кошти, необхідні для виплати винагороди ветеранам.
У 41 році до н. е. Антоній займався реорганізацією східних провінцій, на які наклав величезні податки. Він відвідав з цією метою Віфінію, Азію, Кілікію (куди викликав єгипетську царівну Клеопатру), Сирію. Зиму 41/40 років до н. е. провів в Александрії разом з Клеопатрою, яка стала його коханкою. Після вторгнення в Сирію парфян під керівництвом Лабіена Антоній повинен був їхати у Фінікію. Там йому стали відомі подробиці і наслідки Перузійської війни, яку вів його брат. Пізніше прийшло повідомлення про захоплення Октавіаном Трансальпійської Галлії. Антоній зібрав війська і направився в Грецію; уклавши там секретний пакт із Секстом Помпеєм, почав вторгнення в Італію. Але конфлікт Антонія з Октавіаном цього разу вдалося вирішити за посередництва їхніх друзів. Внаслідок переговорів був заключений Бурундзійський мир. Згідно цьому договору Антоній отримував всі провінції на Сході від Скодрі на Адріатичному морі. Октавіан — західні провінції, а Лепід — Африку. Італія залишалась під загальним управлінням тріумвірів, і всі вони зберігали право набирати там солдат. Антоній зобов'язувався допомагати Октавіану в боротьбі з Секстом Помпеєм. Для зміцнення союзу Антоній одружився з Октавією, сестрою Октавіана. Обидва тріумвіри були проголошені імператорами і вирушили до Риму, щоб це відсвяткувати.
У 39 році до н. е. тріумвіри вступили в переговори з Секстом Помпеєм. Після цього Антоній вирушив до Греції, де почав підготовку до війни з парфянами. 38 року до н. е. він вирушив до Сирії, там взяв у облогу Антіоха Комагенського в Самосаті, але військові дії йшли невдало і Антонію довелося укласти з ним мирний договір. 37 року до н. е. Антоній відплив в Італію з 300 кораблями, щоб допомогти Октавіану в боротьбі з Секстом Помпеєм, але Октавіан не бажав приймати її. Так між ними знову виникла ворожнеча. Завдяки посередництву Октавії і тут конфлікт вдалося владнати, обидва тріумвіри уклали новий договір в Таранті, за яким їхні повноваження продовжувались ще на 5 років, а розподіл провінцій залишався таким самим, як був до цього. Антоній надавав Октавіану 140 кораблів для боротьби з Секстом Помпеєм, а навзаєм отримував 21 тисячу легіонерів для парфянської війни. Секст залишався без обіцяного консульства і авгурату.

#### Парфянський похід
Докладніше: Парфянський похід Марка Антонія
У 36 році до н. е. Антоній почав вторгнення в Парфію і через Вірменію рушив до Фрааспе. Попри втрату облогових машин він розпочав облогу міста, але не зміг його взяти до зими і був змушений відступити до Вірменії, несячи при цьому значні втрати через напади переслідуючого парфянського війська, поганих погодних умов і складної місцевості. 35 року воєначальники Антонія в Малій Азії захопили в полон Секста Помпея і стратили його (можливо, за наказом Антонія). Сам Антоній прийняв підкріплення, яке прийшло з Італії.
У 34 році до н. е. Антоній обіймав посаду консула, але відмовився від неї в перший же день і його місце зайняв Семпроній Атратін. У цьому ж році Антоній здійснив новий похід у Вірменію з метою покарання вірменського царя Артавазда, який не виконав своїх союзницьких обов'язків. Після тріумфу він розподілив між Клеопатрою і своїми дітьми від неї східні залежні від Риму царства і області, а також країни, які лише планувалось завоювати. 33 року до н. е. Антоній здійснив ще одну експедицію до Вірменії, досягнув Аракса, передав лідійському царю частину вірменської території заручив доньку зі своїм сином від Клеопатри. Тоді стосунки Антонія і Цезаря Октавіана погіршали і через послів вони навіть почали публічно звинувачувати один одного.

## Битва при Акції та смерть
Вирішальна битва між армією і флотом Антонія і Октавіана відбулася в 31 році до н. е. біля мису Акцій. Обставини, які призвели до цього бою були приблизно такі: Антоній вирішив висадитись в Італії, де у нього було багато прибічників. Успіх залежав від швидких і рішучих дій, але Антоній не поспішав здійснювати свій план. Він перебрався в Грецію і почав стягувати туди свої легіони. Тільки пізньою осінню 32 року до н. е. він вирушив до острова Корфу як проміжної бази для передислокування армії в Італію і розташувався в Західній Греції на зиму. Таким чином висадка була відкладена до наступного року, що негативно вплинуло на стан армії. Солдати опинилися в погано підготовлених таборах. Саме ця затримка і дала можливість Октавіану підготуватись до війни.
Загалом у Греції в Антонія було приблизно сто тисяч піхоти, 12 тисяч кавалерії і 370 кораблів. Флот Антонія і Клеопатри на перший погляд значно перевищував в бойовій могутності флот Октавіана. Але конструкція кораблів диктувала їхнє призначення. Вони були тихохідні і неповороткі. Дезертирство і хвороби значно зменшило кількість армії Антонія.
Поява Октавіана була непередбачуваною. 2 вересня 31 року до н. е. Антоній вивів із затоки флот і вишикував його таким чином, що фаланги майже дотикалися до берегів, а за спиною розташовувався вхід в Амбракійську затоку. Несподіванкою виявилося те, що Клеопатра раптово не вивела свої 60 легких швидкохідних кораблів, що ще більше погіршило тодішню ситуацію. Битва при Акції завершилась поразкою Антонія. Втративши весь флот і більшу частину армії, Антоній в Єгипті ще рік чекав неминучого кінця. 1 вересня наступного року він покінчив життя самогубством. Незадовго після те ж саме зробила і Клеопатра. Ця подія ознаменувала собою початок єдиновладдя і перехід до Імперії.

### Початок відкритої боротьби між Антонієм і Октавіаном. Збір військ в Греції (32 рік до н.е.)
31 грудня 33 року до н. е. закінчився термін їхніх обов'язків як тріумвірів, і Октавіан оголосив, що надалі він не має наміру використовувати тріумвірську владу. Вони почали взаємну пропагандистську війну. Антоній надіслав лист до сенату, в якому погоджувався на відмову від використання влади тріумвіра в майбутньому за умови відновлення конституційного порядку, що існував до громадянських воєн. На ділі ж він так і не склав повноважень. 32 року до н. е. консули Гней Доміцій Агенобарб і Гай Созій покинули Рим і долучилися до Антонія. Вони зажадали законодавчо затвердити всі розпорядження Антонія, в тому числі, передачу влади над східними провінціями (Цезаріона і дітей Антонія). Коли Созій спробував відкрито виступити проти Октавіана, той оточив сенат і зажадав засудити Антонія. Зіткнувшись з відкритою ворожістю Октавіана, обидва консула і 300 сенаторів одразу ж приєдналися до Марка, який незабаром організував засідання «сенату у вигнанні» в Александрії. Юридичний статус цього засідання був незрозумілий, хоча втеча консулів ставила під сумнів легальність всіх подальших дій Октавіана. Втім, Гай зробив консулами-суффектами своїх друзів (таким чином, він фактично заявив про невизнання влади Агенобарба і Созія). Влітку 32 року до н. е. Антоній розлучився з Октавією. Юридичне завершення шлюбу (фактично Антоній вже давно жив з Клеопатрою, а Октавія залишалася в Римі) знаменувало рішучість Антонія не йти на компроміс з Октавіаном. Втім, багато прихильників Антонія бачили в цьому рішенні підступ Клеопатри, і деякі з них почали повертатися до Риму. Двоє перебіжчиків — Тіцій і Планк — розповіли Октавіану, що в заповіті Антонія містяться суперечливі розпорядження, які могли б допомогти Гаю в його пропагандистській кампанії. Октавіан відібрав заповіт у весталок і опублікував його, порушивши не тільки законодавчі, а й священні заборони. Згідно з цим документом, Антонія слід поховати в Олександрії, Цезаріона слід визнати законним спадкоємцем Цезаря замість Октавіана, а більша частина майна Антонія, всупереч закону, відходила Клеопатрі і її дітям від Антонія. Зумівши розпалити антиєгипетські настрої, наприкінці 32 року до н. е. Октавіан оголосив війну Клеопатрі. Повноваження Антонія були анульовані, як і затверджене п'ять років тому право Марка зайняти посаду консула в 31 році до н. е. Втім, за однією з версій, заповіт міг бути підроблений або підкорегований Октавіаном. Незабаром Октавіан, який не мав ніякої посади, що дозволяла б йому командувати військами, змусив жителів усіх західних провінцій скласти йому персональну клятву вірності, аналогічну тій, що солдати складали своєму командиру
До цього часу Антоній почав переправляти в Грецію свої легіони, війська Клеопатри і загони союзних правителів. За кількістю військ Октавіан трохи поступався своєму опонентові: Марк мав приблизно 100 тисяч піхоти проти 80 тисяч у Октавіана, в кавалерії противники були приблизно рівні. Флот Антонія з урахуванням підтримки Клеопатри був більше, а його бойові кораблі були більшими, ніж суди Октавіана. Втім, Плутарх зауважує, що на кораблях Марка відчувалася гостра нестача веслярів, яка не дозволяла повною мірою використовувати потенціал судів. При цьому чисельність сухопутних військ Марка могла бути ще більшою, якби Октавіан виконав дану в Таренті обіцянку про передачу своєму колезі по тріумвірату 20 тисяч солдатів. Замість цього він організував похід до Іллірії, що став виправданням для збереження цих військ в строю на своїй стороні. Чимало військ Антонію прислали союзні правителі — Полемон з Понта, Мітрідат з Коммагина, Котізон з Дакії. Ірод з Юдеї хотів відправити Антонію свій допоміжний загін, але через інтриги Клеопатри, що продовжувала втручатися в справи Антонія, залишився на батьківщині. Сама Клеопатра, втім, передала Антонію великий флот і постачала його армію продовольством і грошима. Величезна армія Антонія переміщалася дуже повільно (сам Марк нерідко затримувався для участі в святах і фестивалях на свою честь), і війська зібралися на узбережжі Іонічного моря лише до серпня. Весь цей час Антонія супроводжувала Клеопатра, хоча багато його соратників закликали повернути царицю в Єгипет: крім втручання в керівництво армією, її присутність могла негативно позначитися на підтримці Марка в Італії. Антоній не наважився розпочати війну в році, що вже закінчувався, з ряду причин: по-перше, кінець осені і зима вважалися несприятливим часом для морської навігації, по-друге, його флоту (800 кораблів, у тому числі 300 транспортних суден) бракувало для одноразового транспортування в Італію всіх військ, по-третє, Октавіан надійно зміцнив найближчі до узбережжя Греції гавані Брундізія і Тарента, а решта придатних для висадки великого десанту портів розташовувалися на значно більшій відстані. Через це Антоній спочатку відклав висадку в Італію, а потім ухвалив рішення укріпитися в Греції і чекати переправи Октавіана. Хоча античні автори критикували зміну стратегії як нібито нав'язану Клеопатрою, сучасні історики зазвичай вважають таке рішення далекоглядним. Оборонна стратегія мала свої переваги: на відміну від Антонія, Октавіан відчував великі труднощі з виплатою платні, а в разі переправи він надзвичайно залежав би від поставок продовольства по морю. Мабуть, під час організації зимівлі і оборони Антоній враховував досвід Помпея, що ледь не переміг в 48 році до н. е. Втім, для підтримки морської блокади і оборони узбережжя Марку довелося дробити війська і флот на частини. Велика частина флоту Антонія зимувала в Амбракійській затоці поблизу мису Акцій, а решта кораблів були розосереджені по іншим гаваням західного узбережжя Греції

### Кампанії в Греції та Єгипті. Самогубство Антонія. Кінець Республіки (31-30рр до н.е.)
Наприкінці зими — початку весни 31 року до н. е. Марк Агріппа несподівано захопив один з південних оплотів Антонія — Метоні в Пелопоннесі. Марк, ймовірно, очікував нападу з півночі, і раптовий напад сплутав його плани. Втім, потім кораблі Агріппи почали нападати на міста по всьому західному узбережжю Греції, а Октавіан дійсно висадився на півночі, в Панормі. Октавіан за підтримки Агріппи привів свої основні війська до місця зимівлі флоту Антонія і захопив пагорб на північ від протоки, що з'єднував Амбракійську затоку з Іонічним морем. Марк стягнув більшу частину армії на південний берег протоки, а потім переправився на північний берег і розбив там табір. Октавіан ігнорував всі спроби Антонія зав'язати бій, хоча і був змушений відбивати спроби антоніанців відрізати його від єдиного джерела прісної води. Позиція Октавіана була вельми вигідною: його табір на пагорбі, з доступом до моря і з постачанням прісної води, а Антонію довелося розбити табір в болотистій місцевості, що незабаром призвело до спалаху хвороб. Поки Гай і Марк вели позиційну війну на вузькому перешийку, Агріппа захопив кілька важливих баз Антонія, позбавивши його єгипетського продовольства і переваги на морі, а також встановив блокаду Амбракійскої затоки, де знаходилася велика частина флоту Антонія.
Союзні Антонію правителі почали переходити на бік Октавіана, а пізніше стали перебігати і римляни. Останньою надією Антонія і Клеопатри став морський бій, який відбувся вже при чисельній перевазі Октавіана і Агріппи: у них було близько 400 кораблів проти 200—250 у Антонія і Клеопатри. Вирішальна битва при Акції відбулася 2 вересня 31 року до н. е. На початку битви основна баталія зав'язалася в північній частині протоки. Завдяки цьому Антонію і Клеопатрі, які командували кораблями в центрі, вдалося прорватися. Вони не стали атакувати Октавіана і Агріппу з тилу, і велика частина флоту залишилася замкнутою в Амбракійській затоці. За повідомленням Плутарха, прорив і спроба втечі Клеопатри стали для Антонія несподіванкою, і він кинувся за нею. Весь флот він залишив напризволяще, хоча результат битви на морі залишався незрозумілим. Втім, обманні маневри на півночі і прорив в центрі могли бути частиною початкового плану Антонія і Клеопатри. Результат битви кожна сторона трактувала на свою користь: Антоній і Клеопатра прорвали блокаду, але втратили більшу частину флоту і зв'язок з військами в Греції (число жертв було невелике через велику кількість тих, хто здався). Коли Антоній спробував зв'язатися з військами, що залишилися в Азії, ці солдати вже перейшли на сторону Октавіана, і Марку довелося повертатися в Олександрію
Октавіан затримався через справи в Італії, а наступного року напав на Єгипет. Антоній майже втратив надію на порятунок, проводячи весь час з Клеопатрою. Втім, він спробував відбити напад Октавіана (сам Гай наступав зі сходу, а інша частина його військ атакувала Єгипет із заходу, з Киренаїки) і навіть виграв одну битву. Попри деякі успіхи Антонія, 1 серпня його кораблі перейшли на бік противника в олександрійській гавані, а сухопутні війська програли битву. Незабаром Олександрія впала. У складних обставинах Антоній не знав про те, що відбувається в царському кварталі. Раптово до нього почали надходити донесення, ніби Клеопатра покінчила життя самогубством (втім, Плутарх пише, що ці чутки поширювала сама цариця). Подальші подробиці з відомою часткою драматизації описані у Плутарха. Зокрема, грецький історик пише, що коли Антоній наказав своєму рабу Еротові заколоти свого господаря, він замість цього вбив себе. Після цього Антоній спробував заколоти себе мечем, але кровотеча з рани виявилася не дуже сильною, і Марк прожив ще кілька годин. За повідомленням Плутарха, поранений Антоній незабаром дізнався про те, що цариця жива. Його перетягнули до палацу і підійняли на мотузках в покої Клеопатри, що забарикадувалася. Тут він помер в обіймах цариці увечері 1 серпня 30 року до н. е
За кілька днів Клеопатра також покінчила життя самогубством, не бажаючи йти на тріумфальну процесію Октавіана в Рим, і Октавіан приєднав Єгипет до римських володінь. Гай стратив старшого сина Антонія, Марка Антонія Антілла, а потім і Цезаріона. Решту його дітей прихистила і виховала Октавія. Октавіан після повернення до Риму сконцентрував у своїх руках всю повноту влади і правив 44 роки. Події між 31 і 27 роками до н. е. традиційно вважаються часом падіння Римської республіки і початку Римської імперії, а самого Октавіана вважають першим римським імператором в сучасному значенні цього слова.
За свідченням Діона Касія, Антонія і Клеопатру забальзамували за єгипетським звичаєм і поховали в одній могилі [Dio Cass. LI, 15]. 2009 року група єгипетських археологів заявила про приблизну локалізацію поховання Антонія і Клеопатри біля храмового комплексу на захід від Олександрії .

## Культурна діяльність
Був покровителем численних митців, поетів та письменників. Надавав замовлення щодо складаннях своїх панегіриків. Серед поетів, хто користувався прихильністю Марка Антонія, був Ансер.

## Родина
- Антонія
- Марк Антоній Антіл
- Юл Антоній
- Антонія Старша
- Антонія Молодша
- Олександр Геліос
- Клеопатра Селена
- Птолемей Філадельф